# Robocath
 (juillet 2022).
Robocath est une société qui conçoit, développe et commercialise des solutions d'assistance robotique dédiées au traitement des maladies cardiovasculaires. Elle a été fondée à Rouen en 2009.

## Histoire
Les développements de l'entreprise visent à augmenter le geste réalisé grâce à des technologies précises et complémentaires des méthodes interventionnelles actuelles.
Le premier robot médical développé par Robocath, R-One, intègre une technologie permettant de sécuriser et d'optimiser l'angioplastie coronaire au moyen de l'assistance robotique. Cette procédure médicale consiste à revasculariser le muscle cardiaque, grâce à l'implantation d'un ou plusieurs implants (stents) dans les artères qui l'irriguent.
Le dispositif a obtenu le marquage CE en février 2019 et son application clinique a débuté en septembre 2019.
En 2020, Robocath a réalisé une levée de fonds de 40 000 000 €, dans l'optique d'assurer son plan de développement. Dans le cadre de ce dernier, l'entreprise a annoncé, en novembre, la création d'une joint-venture avec la société chinoise MicroPort.
En janvier 2021, Robocath annonce la première angioplastie à distance d'Europe, réalisée entre Rouen et Caen. En novembre 2021, l'entreprise indique avoir effectué la première opération avec R-One au niveau de l'artère carotide interne. Elle a démontré, en parallèle, une étude clinique l'efficacité et la sécurité de R-One, dont elle a présenté les résultats en mai 2022.
La solution robotisée de Robocath est aujourd'hui présente en Europe,, en Afrique et en Chine.